# كفر الجزيرة (بني سويف)
قرية كفر الجزيرة هي إحدى القرى التابعة لمركز ناصر في محافظة بني سويف في جمهورية مصر العربية. حسب إحصاءات سنة 2006، بلغ إجمالي السكان في كفر الجزيرة 6945 نسمة، منهم 3406 رجل و3539 امرأة.